# 施平 (1960年)
施平（1960年8月—），男，汉族，安徽肥东人，1977年2月参加工作，中华人民共和国地方政治人物。

## 生平
1978年7月加入中国共产党。1982年7月毕业于安徽师范大学政教系政教专业。历任安徽省统计局人事教育处工作人员、副主任科员、主任科员，安徽省政府办公厅第二办公室主任科员，安徽省政府办公厅第二办公室、秘书一室副处级调研员，安徽省政府办公厅秘书一室正处级调研员。1996年7月，转任安徽省地税局税政一处处长。1997年11月，任安徽省地税局直属征收分局局长。2001年4月，任安徽省地税局党组成员、副局长。2008年8月，任安徽省发展和改革委员会党组成员、副主任。期间，于2005年9月至2008年11月参加中国科学技术大学行政管理专业硕士研究生学习。2009年5月，任安徽省发展和改革委员会党组副书记、副主任（正厅级）。2015年2月起，任安徽省交通运输厅党组书记、厅长。
2019年4月，因涉嫌严重违纪违法接受纪律审查和监察调查。据媒体早前报道，施平家中曾于2015年发生持枪抢劫案件，被抢财物价值逾130万元。

## 家庭
- 妻子：韩剑辉，安徽省财政厅社保处副处长[2]。